# Silvano Meli
Silvano Meli (* 11. August 1960 in Leysin) ist ein ehemaliger Schweizer Skirennfahrer. Er war auf Abfahrten und Kombinationen spezialisiert.

## Biografie
Melis internationale Karriere begann Ende 1977. Am 11. Februar 1978 gewann er als Zehnter der Abfahrt von Les Houches die ersten Weltcuppunkte. Ebenfalls 1978 gewann er den Schweizer Meistertitel in der Abfahrt und die Abfahrtswertung des Europacups. In den folgenden Jahren etablierte sich Meli im Mittelfeld, für die absolute Weltspitze reichte es jedoch nicht.
Seine erfolgreichste Weltcupsaison war 1982/83: Zunächst wurde er in Kitzbühel Vierter der Hahnenkamm-Abfahrt. Zwei Wochen später, am 5. Februar 1983, erzielte er als Zweiter der Abfahrt in St. Anton sein bestes Ergebnis überhaupt. Das letzte Weltcuprennen bestritt er im März 1986. Aufgrund der starken teaminternen Konkurrenz konnte sich Meli nie für Olympische Winterspiele qualifizieren. Sein bestes Ergebnis an Weltmeisterschaften ist ein 21. Platz in der Kombination im Jahr 1982.
Seit seinem Rücktritt im Jahr 1986 ist Meli im Bereich Helikoptertransporte unternehmerisch tätig und ist Direktor und Verwaltungsrat (1999–2012 Präsident) von Heli-Chablais. Im Dezember 2003 war er in einen Unfall verwickelt, als er am Berg Les Diablerets abstürzte und schwer verletzt wurde; einer der drei Passagiere kam dabei ums Leben. 2006 wurde er ins Gemeindeparlament von Leysin gewählt.

## Erfolge

### Weltmeisterschaften
- Schladming 1982: 21. Kombination.

### Weltcup
- Saison 1982/83: 6. Kombinationswertung
- Saison 1983/84: 8. Kombinationswertung
- 1 Podestplatz, 19 weitere Platzierungen unter den besten zehn

### Weitere Erfolge
- Europacup-Saison 1977/78: 1. Abfahrtswertung, 3. Gesamtwertung
- Schweizer Meister in der Abfahrt 1978